# Nicola Picella
Nicola Picella (Forino, 31 ottobre 1911 – Roma, 19 luglio 1976) è stato un funzionario italiano.

## Attività giurisdizionale
Dotato di titolo nobiliare di barone, vinse il concorso in magistratura nel 1935; fu uditore alla Corte d'appello di Napoli e poi giudice al tribunale di Padova.
Addetto al massimario della Corte di Cassazione, nel 1940 fu assegnato all'Ufficio legislativo del Ministero di grazia e giustizia per attendere ai lavori del nuovo codice civile. Durante l'occupazione tedesca di Roma si costituì clandestinamente una sorta di "CLN di magistrati", di cui entrò a far parte anche lui.
Nel giugno 1944 passò alla Presidenza del Consiglio ed attese all'organizzazione della Consulta nazionale ed agli studi preparatori per l'Assemblea costituente.
Nel 1947 divenne referendario del Consiglio di Stato.
Nel 1948 divenne capo dell'Ufficio per i rapporti tra la Presidenza della Repubblica con il Parlamento ed il Governo.

## Segretario generale al Senato e alla Presidenza
Dal 1º aprile 1954 divenne segretario generale della Presidenza della Repubblica, sotto la presidenza Einaudi. Rimase nella carica fino al 1955, quando assunse la carica di segretario generale del Senato.
Ritornò al Quirinale dopo 10 anni, come segretario generale di Saragat il 20 gennaio 1965. Secondo alcune rivelazioni, si sarebbe fatto tramite del primo atto di ingerenza del Quirinale nelle competenze proprie dell'Esecutivo in epoca repubblicana, su impulso di Saragat ed in riferimento ai Moti di Reggio.
Amico personale di Licio Gelli, rimase alla Segreteria generale della Presidenza della Repubblica anche sotto la presidenza di Giovanni Leone. "Freddo, lucido e quasi anglosassone di carattere e di tratto, Picella non si confonde mai nella cerchia dei cortigiani (...), e questo suo apparente isolamento rappresenta in realtà la sua forza anche nei rapporti con le autorità di governo e con gli esponenti della più alta burocrazia. (...) Il potere si esercitava in quegli anni al Quirinale senza bisogno di vistosi segni esteriori e il carisma giuridico di Picella, anche nei confronti degli altri organi dello Stato, era (...) alto e riconosciuto (...). Gli ultimi anni e il declino fisico di Nicola Picella - che portava i segni di una poliomielite giovanile e che aveva salute cagionevole - coincidono con la fase declinante della Presidenza di Giovanni Leone, e vi è indubbiamente un collegamento tra queste due debolezze perché manca a Leone, per molto tempo, il sostegno del prestigio e dell'autorevolezza indiscussa di Nicola Picella".
Alla sua morte, avvenuta mentre era in carica, fu sostituito al vertice amministrativo del Quirinale da Franco Bezzi che lo aveva già rilevato nella carica al Senato nel 1965.